# 鄭自璧
鄭自璧（1493年—？），字采東，號榄斋，顺天府大兴县匠籍，河南開封府祥符縣（今河南省開封市）人，明朝政治人物。

## 生平
正德八年（1513年）癸酉科顺天府乡试第八十七名举人，正德十二年（1517年）丁丑科會試第六名，廷试三甲九十七名進士，改庶吉士，十四年八月授工科給事中，十六年五月巡视武宗皇陵工程。嘉靖二年（1523年）四月升刑科右，三年四月升刑科左，八月升任兵科都給事中，嘉靖六年七月因彈劾桂萼而被貶江陰縣丞。

## 家族
曾祖鄭春。祖父鄭玘，封户部员外郎。父鄭洪，都轉運鹽使司同知。母葉氏，封宜人；继母张氏。重庆下。兄自奎。弟自冒、自星、自桂。

## 延伸阅读
[在维基数据编辑]
 《明史卷二百〇八》，出自《明史》